# Kadov, Znojmo
Kadov là một làng thuộc huyện Znojmo, vùng Jihomoravský, Cộng hòa Séc.